# Manoir de la Roche-Coutant
Le manoir de la Roche-Coutant est un manoir situé à Tigné, en France.

## Localisation
Le manoir est situé dans le département français de Maine-et-Loire, sur la commune de Tigné.

## Historique
L'édifice est inscrit au titre des monuments historiques en 1989.